# Grupo de afinidad

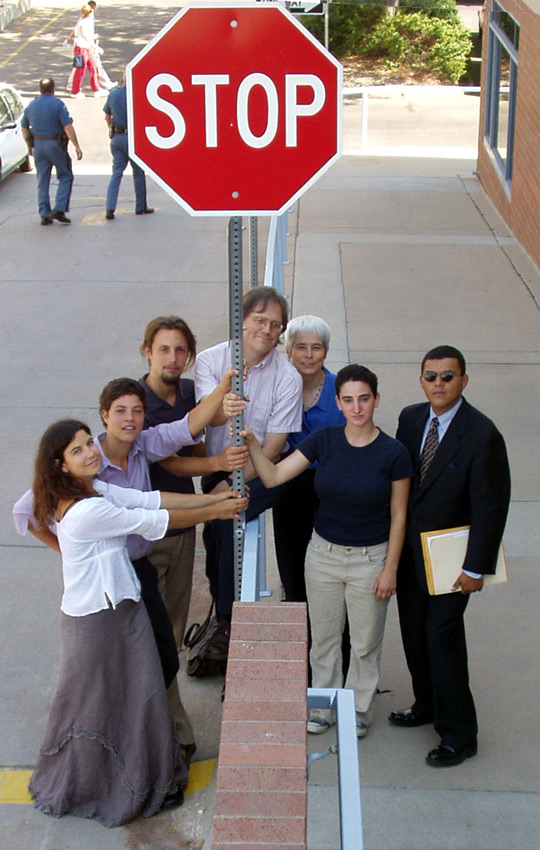
El grupo de afinidad antiguerra "Daño colateral". Los siete fueron condenados el 4 de diciembre de 2002, por traspaso criminal en 2 º grado al ocupar la oficina del senador Allard en protesta por la inminente guerra en Irak

Un grupo de afinidad es un pequeño grupo de activistas quienes trabajan juntos en actividades de acción directa, independientes de una organización mayor o coordinación de mayor escala. Usualmente es un grupo oficialmente no jerárquico o de liderazgos informales, formado por amigos o personas de confianza. Proporciona un método de organización flexible en reglas y en ejecución de actividades aunque es poco escalable y la afiliación es notablemente cerrada por estar basada en vínculos de confianza personal.

## Historia
El término fue acuña,dcarentes de un mando central, o y utilizado por primera vez en el siglo XX por Ben Morea (U.A.W./M.F.) en el contexto del movimiento contra la guerra de Vietnam. Morea lo conoció a través de sus debates con el anarquista Murray Bookchin, que a su vez había sido consciente de él debido a su estudio de la historia de los anarquistas en España. En un manifiesto Morea escribiría "En el periodo pre-revolucionario los grupos de afinidad se deben reunir para proyectar una conciencia revolucionaria a las formas desarrolladas de lucha específica. En el periodo revolucionario emergerán como cuadros armados en el corazón del conflicto y en el periodo post-revolucionario sugerirán formas para la nueva vida cotidiana." 
El uso de grupos de afinidad puede tener varios orígenes en diversos tiempos, uno de ellos data de la España del siglo XIX, donde eran llamadas tertulias por los anarquistas españoles. Se volvieron populares en el movimiento antinuclear en los Estados Unidos y aparecieron en el movimiento pacifista de los años 60 y 70 del siglo XX. La ocupación de 30.000 personas y el bloqueo de la central nuclear de Ruhr en Alemania en 1969 fueron organizados en el modelo del grupo de la afinidad. Hoy, la herramienta es utilizada por diversos activistas: de los derechos de los animales, ambientalistas, antiguerra o antimilitaristas, y los antiglobalización, por dar algunos ejemplos.
Las protestas en Seattle de 1999 que cerraron las reuniones de OMC incluyeron la organización coordinada por muchos racimos de grupos de la afinidad. En la actualidad muchos de los colectivos anarquistas (es decir asociaciones específicas) son en principio grupos de afinidad.
También en asociaciones empresariales, se pueden usar grupos de afinidad para repartirse tareas, a manera de adhocracia empresarial. Estos grupos pueden ser adecuados en casos de autogestión empresarial, por su fluidez organizacional y democracia interna, aunque no es un requisito necesario. Por ejemplo existen diferentes empresas privadas que estimulan la creación de grupos de afinidad por departamentos, etnia, sexo, etcétera, para motivar al personal a sociabilizar entre sí.

## Organización
La idea básica de cómo organizar asociaciones por afinidad es empezar por generar confianza, el interés y apoyo mutuo, enseñar unos a otros a crear grupos de afinidad, desarrollar el propio rumbo político y participar en los conflictos de la vida.

### Externa
Por su definición, los grupos de la afinidad son autónomos. El esfuerzo y la cooperación coordinados entre varios grupos de la afinidad, sin embargo, es alcanzado a menudo usando una forma flexible de confederación.
- Racimo: el racimo es la unidad básica de la organización entre grupos de la afinidad. Un racimo consiste en varios grupos de la afinidad y se organiza de una manera no-jerárquica. Un racimo puede ser permanente, pero es más a menudo agrupar ad hoc organizados para una tarea o acción específica. Uno se puede organizar alrededor de una meta compartida (ej. bloqueando un camino particular), una ideología común (ej cuáqueros) o un lugar del origen.
- Consejo de voceros: el consejo de voceros es un agregado de racimos y de grupos de la afinidad. Cada grupo o racimo de afinidad nomina a un delegado (a menudo llamado “vocero”o "portavoz") para participar en el consejo. Los consejos de voceros son cuerpos lo más a menudo posible temporales, confiados a lograr una tarea.

### Interna
Los grupos de la afinidad tienden para ser organizados libremente, no obstante hay algunos papeles o posiciones formales que ocurren comúnmente. Un grupo dado por afinidad puede tener todas, alguna o ningunas estas posiciones. Pueden ser permanentes o temporales y el grupo puede optar por rotar estos papeles, o asignar un papel a una persona.
- Portavoz: El individuo con el cargo de representante del grupo de la afinidad en una reunión de consejo de voceros o del racimo. De vez en cuando, al portavoz le es concedido un papel de "embajador" en general por el grupo de la afinidad.
- Facilitador: Una o varias personas que realizan deberes de la facilitación en el proceso del consenso del grupo y también, variando de grados, actúa como árbitro de conflictos internos.
- Contacto de los medios: Un individuo que representa al grupo ante los medios de comunicación. Este individuo es a menudo la misma persona que el portavoz.
- Reloj de vibras: Una persona o una gente con el cargo de la supervisión del humor y la sensación de grupo. Con vibras se refiere a las vibraciones en el sentido emocional. En algunos grupos de afinidad, el reloj de vibras también se encarga de alejar al facilitator de usar su papel para favorecer cualquier posición u oferta.
- Facilitador a presión: El “facilitator de decisión rápida”, es una persona encargada de tomar las decisiones para el grupo en situaciones en que el tiempo "obliga" o de alta presión. La posición es rara y es casi siempre temporal.

## Opiniones
Quienes han participado de grupos de afinidad dicen que bien realizado es un método de organización altamente efectivo, porque muchas tareas requieren un número de personas trabajando en diferentes áreas, estimula la iniciativa individual y la solidaridad y generosidad. El uso de grupos de afinidad también sirve para mantener información dentro del grupo (y evitar por ejemplo, infiltrados de la policía).
- Starhawk: “Un grupo de afinidad es un grupo de gente que tiene una afinidad uno a otro, sabe las fuerzas y las debilidades de sus compañeros, se apoya entre ellos, y hacen (o lo intentan) trabajo político/actividades juntos.”
- Lucas Hauser: Los grupos de la afinidad sirven como fuente de ayuda y de solidaridad para sus miembros. “Las sensaciones de estar aislado o enajenación del movimiento, o la muchedumbre, o el mundo en general se pueden aliviar con el amor y la confianza que se desarrolla cuando un grupo de la afinidad trabaja, juega, y se relaciona junto durante el tiempo. Generando familiaridad y confianza, la estructura del GA reduce la posibilidad de infiltración por provocateurs exteriores.”
- Noam Chomsky: “Si asumes correctamente que cualquier grupo en el que estás dentro está siendo penetrado por el FBI, cuando está sucediendo algo serio, no lo haces en una reunión. La haces con alguna gente que conoces y confías, un grupo de la afinidad y entonces no consigue ser infiltrado. Ése es una de las razones por las que el FBI nunca ha podido calcular proyecciones sobre lo que está sucediendo en los movimientos populares.”